# جان پول
جان پول (به انگلیسی: John Pool) سناتور سابق عضو حزب جمهوری‌خواه ایالات متحده آمریکا بود. وی در سال ۱۸۶۸ تا ۱۸۷۳ میلادی سناتور ایالت کارولینای شمالی در سنای ایالات متحده آمریکا بود.